# Крупський Віктор Йосипович
Крупський Віктор Йосипович (рос. Крупский Виктор Иосифович, нар. 21 грудня 1921 р., м. Кременчук, УРСР — пом. 10 вересня 2000, м. Орел, РРФСР) — радянський військовий льотчик-ас, Герой Радянського Союзу (1943 р.). На бойовому рахунку триста тридцять бойових вильотів, десять особисто знищених ворожих літаків і дев'ять — у групі. Депутат Верховної ради РРФСР 6-го та 9—11-го скликань. 

## Життєпис
- Народився 21 грудня 1921 року в місті Кременчук Полтавської області Україна в сім'ї робітника. Українець.
- Закінчив 1 курс механічного технікуму і аероклуб. Працював на заводі.
- В Червону Армію призваний у 1939 році Кременчуцьким міськвійськоматом.
- У 1940 році закінчив Чугуївське військове авіаційне училище льотчиків.
- Член ВКП(б)/КПРС з 1942 року.

## Під час війни
- У боях Німецько-радянської війни з липня 1941 року. 760-й винищувальний авіаційний полк, в якому служив Віктор Крупський, ніс бойову вахту по захисту Кіровської залізниці та її об'єктів.

- У боях квітня-травня 1942 авіаційна ланка під командуванням лейтенанта Крупського успішно штурмувала скупчення ворожих військ на кестеньгському напрямку: було знищено 2 танки, 5 автомашин з боєприпасами, розстріляно з повітря більше сотні гітлерівців. Лейтенант Крупський В. Й. незабаром висунувся в число найкращих льотчиків полку. Він був пілотом літака винищувача моделі І-153 — «Чайка».

- Заступник командира ескадрильї 760-го винищувального авіаційного полку (26-а армія, Карельський фронт) старший лейтенант Віктор Крупський до липня 1942 здійснив двісті сорок бойових вильотів, брав участь у двадцяти восьми повітряних боях, особисто збив три літаки супротивника і вісім у групі.

- Указом Президії Верховної Ради СРСР від 22 лютого 1943 року за зразкове виконання бойових завдань командування на фронті боротьби з німецько-фашистським загарбниками і проявлені при цьому мужність і героїзм старшому лейтенанту Крупському Віктору Йосиповичу присвоєно звання Героя Радянського Союзу з врученням ордена Леніна і медалі «Золота Зірка» (№ 897)[1].

- У березні 1943 року льотчик отримав важке поранення, довго лікувався. Після повернення в полк, став помічником командира полку з повітряно-стрілецької служби.

- До кінця війни на бойовому рахунку В. Й. Крупського значилося триста тридцять бойових вильотів, десять особисто знищених ворожих літаків і дев'ять — у групі.

## Повоєнні роки
- Після війни, в 1946 році, майор В. Й. Крупський звільнений у запас через хворобу.
- У 1952 році він закінчив Вищу школу Міністерства заготівель СРСР. Обирався депутатом Верховної Ради РРФСР. Працював заступником уповноваженого Міністерства заготівель в Полтавській області Української Радянської Соціалістичної Республіки (Україна).
- У липні 1963 — грудні 1964 року — голова виконавчого комітету Орловської (промислової) обласної ради депутатів трудящих.
- З 21 грудня 1978 до 17 вересня 1985 року — голова виконавчого комітету Орловської обласної ради депутатів трудящих. Жив у місті Орел.
- Полковник у відставці В. І. Крупський помер 10 вересня 2000 року. Похований на Троїцькому цвинтарі в Орлі.

## Нагороди, пам'ять
- За життя нагороджений орденом Леніна, орденом Червоного Прапора, двома орденами Вітчизняної війни 1-го ступеня, орденом Вітчизняної війни 2-го ступеня, трьома орденами Трудового Червоного Прапора, орденами Дружби народів, Червоної Зірки, медалями.
- Почесний громадянин міста Орел (1996).
- Також у місті Кременчуці на Алеї Героїв, на граніті висічене фото та ім'я Віктора Крупського.